# Geräusch (альбом)
Geräusch (с нем. - "Шум") — десятый студийный альбом немецкой панк-группы Die Ärzte, вышедший в 2003 году. Дебютировал на первом месте в немецком чарте и оставался в "Top 100" на протяжении года. Единственный двойной студийный релиз за всю историю группы. 

## Об альбоме
По словам Die Ärzte, каждая великая группа 70-х годов выпустила за свою карьеру хоть один двойной альбом, чем коллектив и занялся вслед за записанным годом ранее концертным акустическим альбомом "Rock’n’Roll Realschule". На CD-версии альбома присутствует скрытая композиция — "Hände innen", так называемый "нулевой трек" можно прослушать, нажав на перемотку в самом начале первого диска, что возможно на некоторых проигрывателях. CD-версия была исполнена как имитация виниловых пластинок, в стандартном, как для LP, двойном конверте. Оборотная сторона конверта имеет альтернативную обложку. 
Перед выпуском второго сингла "Dinge von denen" упоминание о Бела Б. на сайте группы было удалено. Бела перестал числиться автором песен, был удалён со всех обложек и фото, в том числе песня "Super Drei" (Супер тройка) с альбома "Planet Punk" стала именоваться "Super Zwei" (Супер двойка). Отсутствие Белы в первой версии клипа на песню "Dinge von denen" только подогрело интерес фанатов к данной ситуации при премьерном показе. В дальнейшем, развенчивая данную комичную акцию, вышла расширенная версия, где объяснялось, что Бела проспал съёмки и не явился в студию. Фарин сравнил данную акцию с тем, как при Сталине власти Советского союза удаляли изображения Троцкого со всех официальных фотографий того времени.
Альбом, помимо традиционного для группы мелодичного и лирического панк-рока, содержит смесь множества жанров: от дарк-поп (Die Nacht) до латино (Jag Älskar Sverige!) и польки (Schneller leben).
Geräusch, получивший дважды-платиновый статус в Германии и золотой статус в Австрии, является одним из самых успешных альбомов группы за всю карьеру.

## Список композиций

### CD 1: „Schwarzes Geräusch“(„Черный Шум“)
1. Als ich den Punk erfand… (Bela B., Farin Urlaub) – 1:53 (скрытый нулевой трек "Hände innen" расположен на -3.41 перед первой композицией)
2. System (Farin Urlaub) – 2:44
3. T-Error (Rodrigo González/Rodrigo González, Donna Blitz) – 3:37
4. Nicht allein (Farin Urlaub) – 5:19
5. Dinge von denen (Rodrigo González/Rodrigo González, Donna Blitz) – 3:57
6. Der Grund (Bela B.) – 2:54
7. Geisterhaus (Rodrigo González/Rodrigo González, Donna Blitz) – 3:49
8. Ein Mann (Farin Urlaub) – 2:18
9. Anders als beim letzten Mal (Farin Urlaub) – 4:17
10. Ruhig angehn (Bela B.) – 3:23
11. Jag Älskar Sverige! (Farin Urlaub) – 3:40 (по шведски: „Я люблю Швецию!“)
12. Richtig schön Evil (Bela B.) – 3:21
13. Schneller leben (Farin Urlaub) – 3:03

### CD 2: „Rotes Geräusch“(„Красный Шум“)
1. Unrockbar (Farin Urlaub) – 4:01
2. Deine Schuld (Farin Urlaub) – 3:35
3. Lovepower (Rodrigo González/Rodrigo González, Donna Blitz) – 2:32
4. Der Tag (Farin Urlaub) – 3:48 (при участии Celina Bostic)
5. Die Nacht (Bela B.) – 5:02
6. Nichts in der Welt (Farin Urlaub) – 3:47
7. Die klügsten Männer der Welt (Bela B.) – 3:58
8. Piercing (Rodrigo González/Rodrigo González, Donna Blitz) – 4:17
9. Besserwisserboy (Farin Urlaub) – 3:41  (при участии Gunter Gabriel)
10. Anti-Zombie (Rodrigo González/Rodrigo González, Donna Blitz) – 4:09  (при участии Martin Klempnow)
11. Pro-Zombie (Farin Urlaub) – 2:08
12. WAMMW (Farin Urlaub) – 1:51  (аббревиатура: „Wenn alle Männer Mädchen wären“)
13. NichtWissen (Bela B.) – 4:59